# آدیتی آریا
آدیتی آریا (به انگلیسی: Aditi Arya) (زاده ۱۸ سپتامبر ۱۹۹۳) بازیگر و مدل هندی است. او در سال ۲۰۱۵ ملکه زیبایی هند شد.
از کارهای معروف او می‌توان به بازی در فیلم‌های خرابکار و ۸۳ اشاره کرد.